# 絕域亞歷山卓

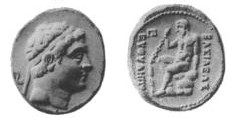
希臘-巴克特里亞王國國王歐西德莫斯一世的錢幣 (前230年-前200年)

絕域亞歷山卓（希臘語：Ἀλεξάνδρεια Εσχάτη；意为“最遙远的亞歷山卓”）是由亚历山大大帝在公元前329年建筑于费尔干纳谷地的西南部、药杀水（今日的锡尔河）的南岸，位置在今日的苦盏市（以前的列宁纳巴德）。
亚历山大建造了周长6千米的城墙环绕城市，此城池与他建筑的其他城市被用来安置退伍老兵以殖民。

## 在中亚的希腊化前哨

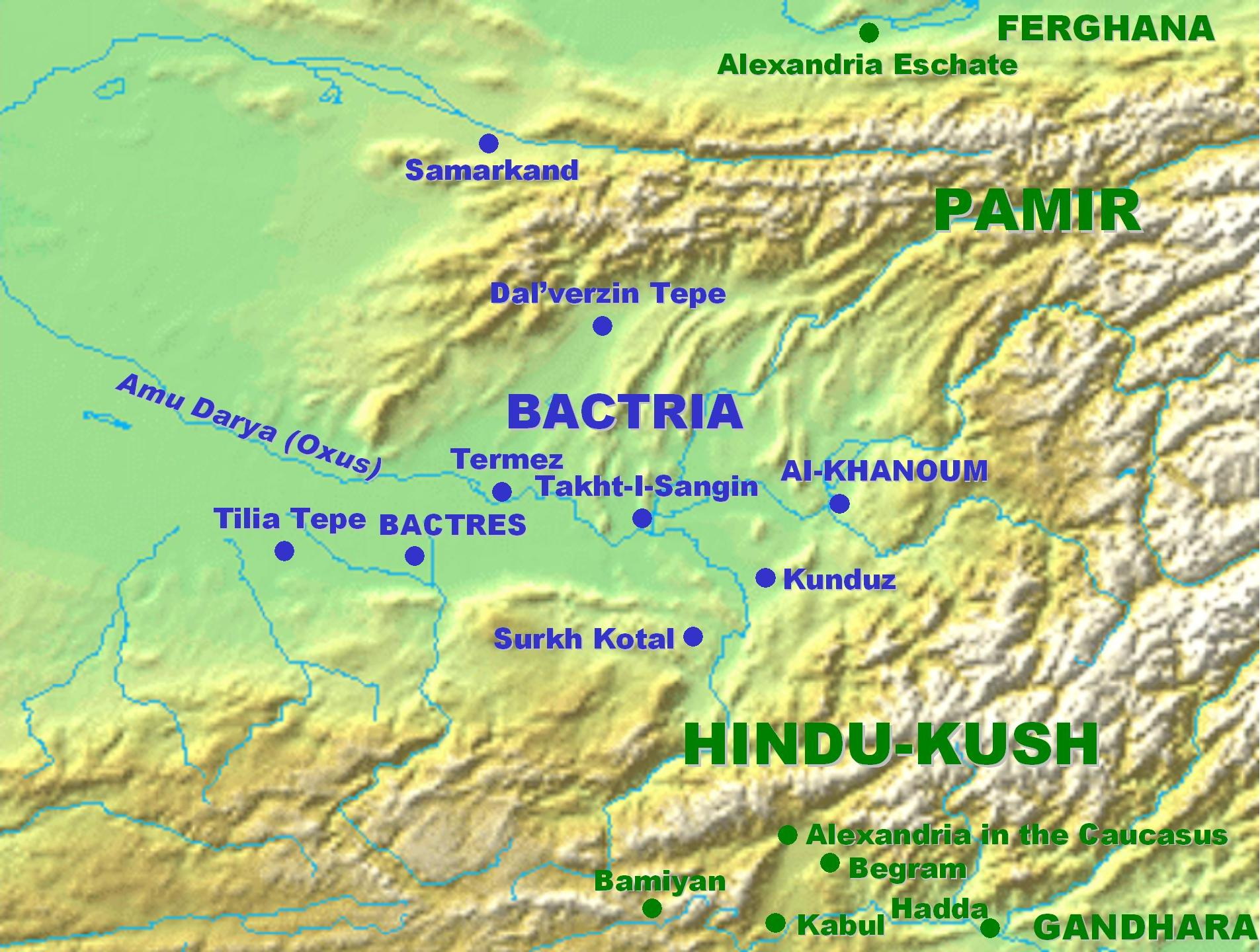
絕域亞歷山卓坐落在巴克特里亚北方，今日的費爾干納盆地.

绝域亞歷山卓的位置在乌浒河畔亞歷山卓（Alexandria on the Oxus）以北的300公里处，此地属于粟特人的地域，并與当地人民发生了数次冲突。公元前250年之后，尤其是希臘-巴克特里亞王国君主歐西德莫斯一世控制了粟特，此城大概保持着与巴克特里亞王国的联系。

## 与中国的接触
此城往东约400公里就是塔里木盆地，今日的中国新疆地区，那里生活着印欧语系的月氏人。有迹象显示，希腊人的远征曾经抵达了新疆西部的喀什，根据希腊历史学家斯特拉波的记载，希腊人“拓展他们的帝国，甚至远至塞里斯和弗里尼(Strabo XI.II.I)，可能中国与西方第一次接触的时间在公元前200年前后。
公元前130年张骞出使西域之后，在费尔干纳的希腊人后裔或许被汉朝人记录为大宛人（Great Ionians，大爱奥尼亚人），如此，他们充当了城市化印欧族系文化和漢族文明之间第一次主要交流的中介，影响了后来的丝绸之路的开拓。有一說法在大宛時代此處就是貴山城，也就是汉攻大宛之战的發生地，此為根據史料與戰爭情景描述的推測。
罗马历史学家库提乌斯记载，在他写作的年代，公元前30年时，这些军人的后代仍然保持着他们的希腊文化。

## 在虚构世界中
汤姆·霍尔特纂写的小说《世界尽头的亚历山大》一书中，绝域亞歷山卓是来自帕勒内郡（the deme of Pallene）的欧提基德斯之子欧克色诺斯的最终目的地。
吉连-布拉德萧写的小说《天马》也设定在此城，时间为公元前140年。